# 1945 en France
Chronologie de la France
- 1941
- 1942
- 1943
- 1944
- 1945
- 1946
- 1947
- 1948
- 1949

Cet article présente les faits marquants de l'année 1945 en France.

## Événements

### Janvier
- 1er janvier : la Wehrmacht lance l'Opération Nordwind dans le nord de l'Alsace et de la Lorraine (fin le 25 janvier)[1].
- 2 janvier : Charles de Gaulle refuse l’ordre américain d’évacuer Strasbourg et donne l’ordre à la 1re armée française de défendre la ville au plus tard le 5 janvier[2].

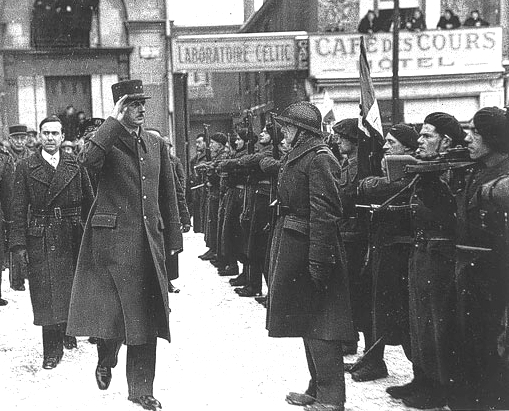
14 janvier : le général de Gaulle visite Nantes.

- 16 janvier : ordonnance de nationalisation des usines Renault pour cause de collaboration et création de la « Régie Renault »[3].
- 19 janvier : Robert Brasillach est condamné à mort pour intelligence avec l'ennemi[4].
- 24 - 27 janvier : procès et condamnation à la réclusion perpétuelle de Charles Maurras[5].
- 25 janvier : premier congrès du Centre d’action et de défense des immigrés (CADI)[6], association dirigée par Édouard Kowalski issue de la Main-d’œuvre immigrée (MOI). Il adopte un projet de statut juridique des émigrés rédigé par Lucien Castan, approuvé par le CNR en septembre 1944 et défendu par Madeleine Braun devant l'Assemblée consultative provisoire en février[7].
- 27 janvier : la bataille des Ardennes finit officiellement[8].
- 21 - 23 janvier : lors de la session du comité central du PCF réuni à Ivry, Maurice Thorez approuve la dissolution des milices patriotiques et fait prévaloir une ligne légaliste de conquête du pouvoir par l’intérieur[9].
- Janvier - février : en Indochine française, pour fuir la terrible famine qui ravage le Tonkin, des populations entament un exode pour rejoindre les régions ayant censément connu une meilleure récolte. 50 000 personnes environ périssent durant les déplacements de population : le nombre de victimes de la famine se monte au minimum à plusieurs centaines de milliers[10].

### Février
- 2 février : ordonnance relative à l'enfance délinquante ; elle crée la fonction de juge des enfants[11].
- 6 février : 
  - libération d'Ensisheim par le  21e régiment d'infanterie coloniale[12].
  - exécution de l'écrivain Robert Brasillach[4].

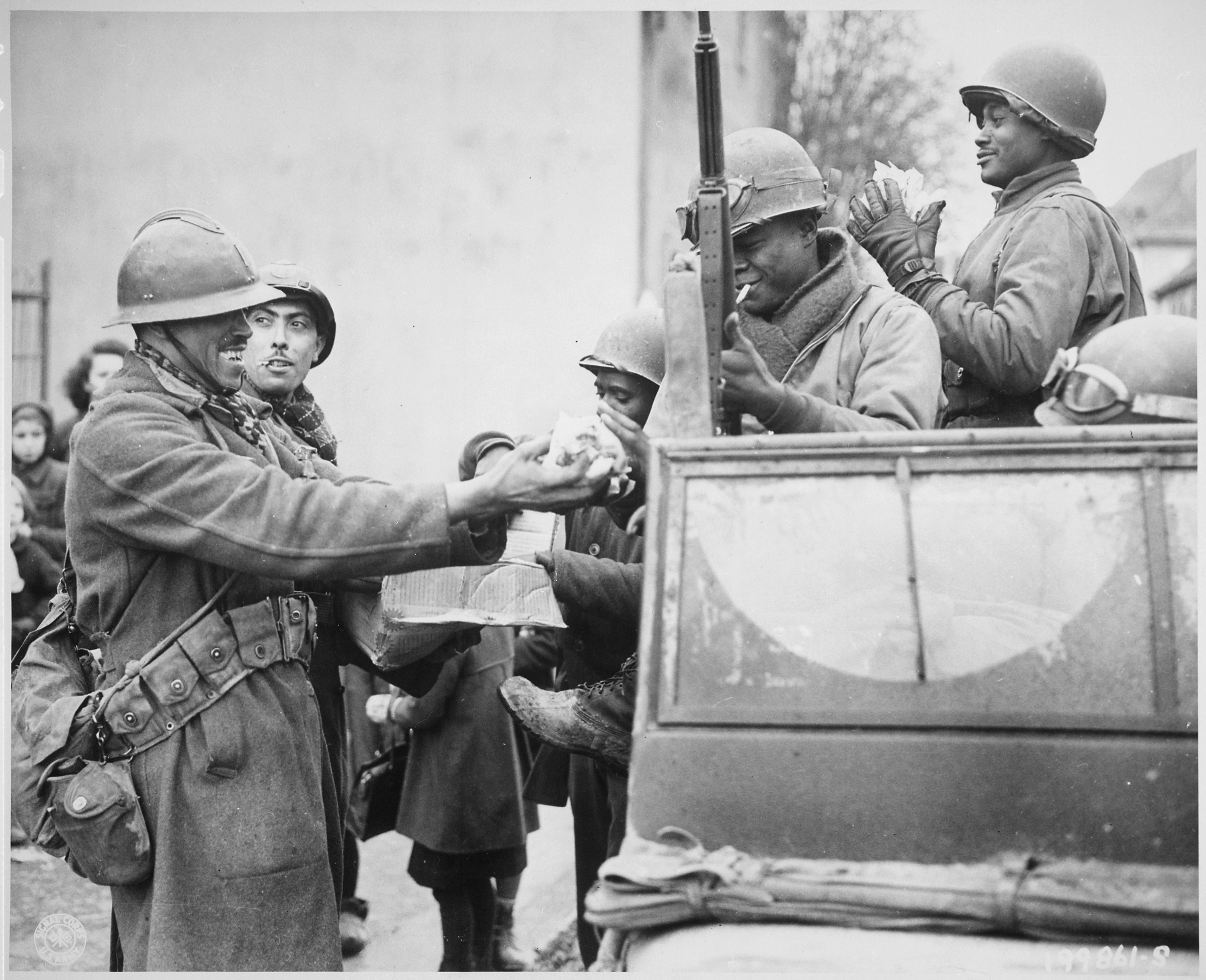
Soldats français et américains à Rouffach, après la liquidation de la poche de Colmar.

- 9 février : les forces françaises et américaines réduisent la poche de Colmar[13].
- 14 février : ordonnance sur les associations familiales[3].
- 22 février : ordonnance sur les comités d'entreprise[3] dans les établissements de plus de 100 employés (au moins 50 à partir de mai 1946).

### Mars
- 3 mars : 
  - ordonnance créant une école primaire unique[14].
  - ordonnance créant l'Union nationale des associations familiales[15].
- 7 mars : franchissement du Rhin par les alliés à Remagen et entrée des troupes américaines en Allemagne[16].
- 8 - 9 mars : raid de Granville[17].
- 9 mars : l'Armée impériale japonaise réalise un coup de force contre les Français et prend le contrôle de l'Indochine française[18].
- 14 mars : sortie en salle du film Les Enfants du paradis de Marcel Carné, après avoir été présenté en avant-première au palais de Chaillot le 9 mars[19].
- 15 - 24 mars : opération Undertone pour sécuriser la rive occidentale du Rhin au nord de la Moselle[20].

- 16 mars : libération de Bitche[21].

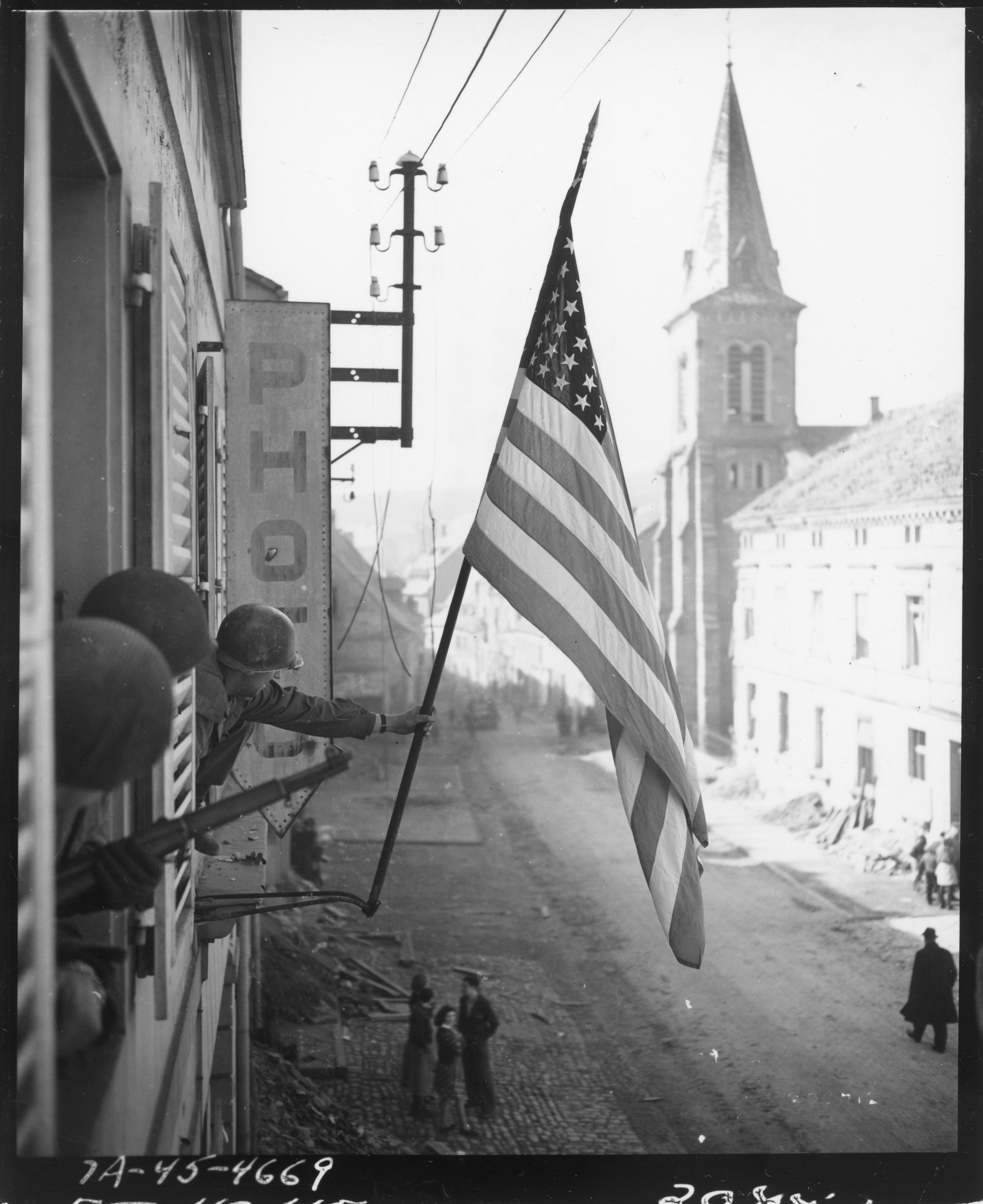
Libération de Bitche.

- 19 mars : libération de Wissembourg et de Lauterbourg[21]. Libération définitive de l'Alsace[20] ; la France est quasiment entièrement libérée, hormis quelques poches de résistances telles que Lorient, Saint-Nazaire, Dunkerque.
- 24 mars : ordonnance qui donne la citoyenneté française à l'ensemble des populations des Établissements français de l’Océanie[22].
- 31 mars, 11 avril, 17 avril et 16 mai : arrêtés Parodi qui fixent les classifications professionnelles des ouvriers et définissent les salaires par branche.  Les ministres du travail Alexandre Parodi (SFIO) et Ambroise Croizat (PCF), assistés d'une Commission nationale des salaires, prennent une série d'arrêtés qui distinguent trois grandes catégories : manœuvres, ouvriers spécialisés et ouvriers qualifiés[23],[24].

### Avril
- 9 avril : nationalisation de Gnome et Rhône pour cause de collaboration[3].
- 15 avril : début de l’opération Vénérable. Les troupes allemandes de la poche de Royan et de la pointe de Grave se rendent les 17 et 20 avril[25].
- 26 avril : retour de Philippe Pétain en France[26].
- 29 avril - 13 mai : élections municipales. Les femmes votent pour la première fois[27].

### Mai
- 2 mai : Colette est élue à l'Académie Goncourt[28].
- 7 mai : l'Allemagne se rend sans conditions aux Alliés à Reims[29] ; cette reddition est signée par le Général Alfred Jodl (Allemagne), en présence de Bedell Smith (États-Unis), du général Ivan Sousloparov (Union soviétique) et du général François Sevez (France).

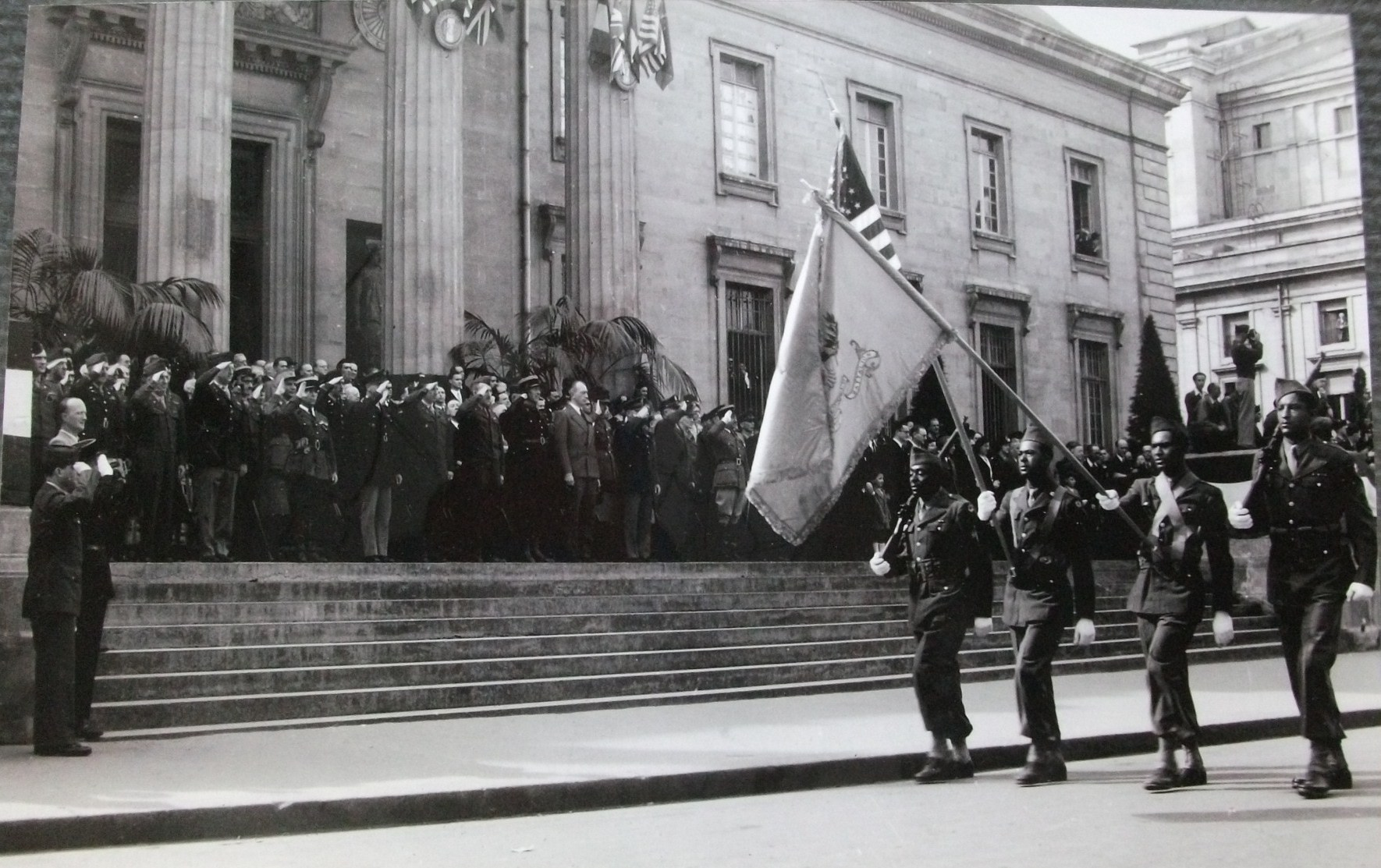
Defilé de la victoire devant le palais de justice de Reims, 8 mai 1945.

- 8 mai : l’Acte définitif de capitulation du Troisième Reich est signé à Berlin vers 23 h 30[30] par le général Stumpff, l’amiral von Friedeburg et le maréchal Keitel en présence du maréchal Joukov (URSS), du général Spaatz (USA), du général Tedder (UK) et du général de Lattre de Tassigny (France)[29].
- 8 - 13 mai, Algérie française : massacres de Sétif, Guelma et Kherrata. Émeutes nationalistes dans l’Oranais à l’occasion de la célébration de la capitulation nazie[31]. La répression menée par les autorités françaises fait plusieurs milliers de morts.
- 14 mai :
  - Léon Blum revient de captivité[32].
  - la France reçoit un siège de membre permanent au Conseil de sécurité des Nations unies[33].
- 24 mai : dans un discours radiodiffusé, De Gaulle annonce une réforme de la fonction publique, la nationalisation du crédit et de la production du charbon et de l'électricité[34].
- 29 mai : bombardement de Damas par les troupes françaises[35].
- 30 mai : remaniement du gouvernement provisoire. Le ministre de la justice François de Menthon, cible des communistes qui lui reprochent sa mollesse dans la gestion de l'épuration, démissionne et est remplacé par Pierre-Henri Teitgen[36].
- 31 mai : réception de Louis de Broglie, Prix Nobel de physique, à l’Académie française, reçu par son frère Maurice de Broglie[37].

### Juin

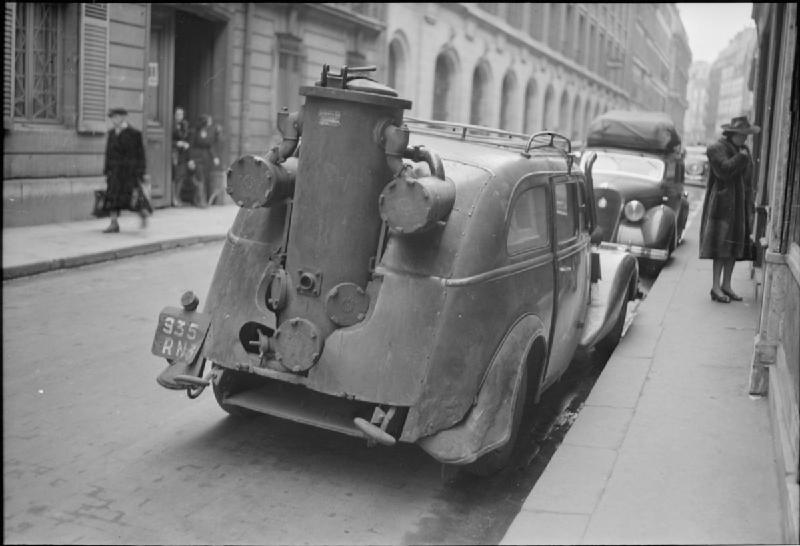
Un véhicule équipé d'un gazogène dans une rue de Paris au printemps 1945.

- 4 juin-15 juin : épuration monétaire par l'échange nominatif des billets de banque au-dessus de 50 francs et le recensement des bons du trésor en circulation ; une valeur totale de 430 à 440 milliards de francs est échangée[38]. L'opération permet d'enlever toute valeur aux milliards emportés par les Allemands, d'évaluer la fortune des Français afin d'établir l'assiette fiscale et d'obliger les Français à déposer leur argent liquide sur les comptes bancaires[39]. Au bilan, une importante partie des billets, 20 milliards de francs environ, ne remonteront pas à la Banque de France (destruction, argent du crime, marché noir)[40].
- 6 juin : ouverture du préventorium d'Écouis, en Normandie, pour recevoir 426 enfants survivants du camp de Buchenwald[41].
- 16 juin : nationalisation d'Air France[42].
- 17 - 20 juin  : congrès constitutif de l'Union des femmes françaises[43].
- 23 juin - 9 juillet : foire de Paris[44].
- 26 juin : René Pleven et François Mitterrand fondent l’UDSR (Union démocratique et socialiste de la Résistance), un parti de centre-gauche qui participera au pouvoir sous la Quatrième République[45].
- 26 - 30 juin : Xe congrès du Parti communiste français[46].
- 28 juin : instauration du Fonds national d'amélioration de l'Habitat, future Agence nationale pour l'amélioration de l'habitat (ANAH) (ordonnance du 28 juin 1945 modifiée le 26 octobre 1945)[47]. Elle est financée par un prélèvement sur les loyers.
- 30 juin : ordonnance fixant le contrôle des prix a priori par l’État et, plus globalement, le droit français de la concurrence. Le texte sera abrogé par l'ordonnance du 9 décembre 1986 avec l'instauration d'une libéralisation totale des prix industriels et commerciaux, en supprimant le contrôle administratif[48].

### Juillet
- 10 juillet : réouverture du musée du Louvre à Paris[49].

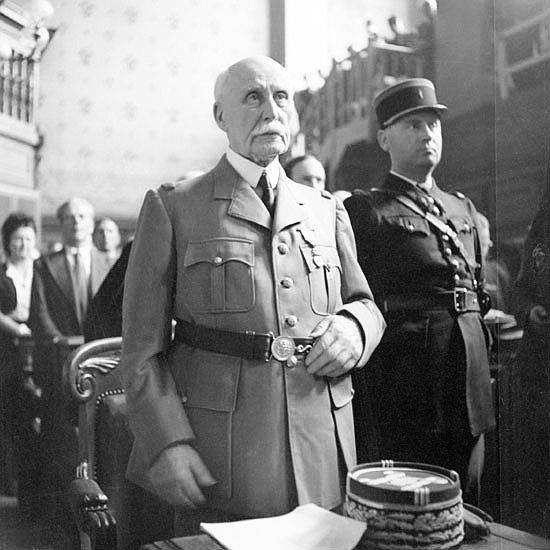
Philippe Pétain durant son procès.

- 23 juillet - 15 août : procès du maréchal Pétain : condamné à mort, sa peine est commuée en détention perpétuelle le 23 août par de Gaulle[50].
- 31 juillet : arrestation de Pierre Laval par les Alliés en Autriche[51].

### Août
- 10 août : révolution d'Août. Appel à l’insurrection lancé par le comité de libération du peuple du Viêt Nam dirigé par Hô Chi Minh[52].
- 11 - 15 août : 37e congrès national de la SFIO[46].
- 15 août : ordonnance fiscale sur la création de l'impôt de solidarité nationale, qui frappe à la fois le patrimoine et les enrichissements réalisés entre le 1er janvier  1940 et le 4 juin 1945[53].
- 17 août : Georges Thierry d'Argenlieu est nommé Haut-commissaire de France et commandant en chef pour l’Indochine ; il entre en fonction le 2 novembre[54].
- 19 août : le Việt Minh entre dans Hanoï et prend le pouvoir[55].
- 22 août : ordonnance qui organise la représentation des Territoires d'Outre-mer (TOM) à l'Assemblée constituante[22].

Harry Truman et Charles de Gaulle à la Maison-Blanche.

- 21 - 29 août : visite officielle du général de Gaulle aux États-Unis et au Canada[56]. Il est reçu deux fois à la Maison-Blanche par le président Harry Truman (22 et 25 août), qui lui confirme que les États-Unis acceptent le retour de la France en Indochine[57].

### Septembre
- 2 septembre : Hô Chi Minh proclame la République démocratique du Viêt Nam à Hanoï[52].
- 24 - 26 septembre : massacre d'une centaine de Français et Eurasiens à la cité Héraud à Saïgon par le Việt Minh[58].
- 23 et 30 septembre : élections cantonales : les socialistes obtiennent 23,6 % des suffrages exprimés, les communistes 21,2 %. Léon Blum déclare dans Le Populaire : « Nous avons le vent en poupe. »[32].

### Octobre
- 1er octobre : premier numéro de la revue Les Temps modernes[59].
- 3 - 10 octobre : procès de Joseph Darnand, chef de la Milice française, condamné à mort[60].
- 3 - 5 octobre : première visite officielle du général de Gaulle dans la zone française d'occupation en Allemagne[56].
- 4 octobre et 19 octobre : ordonnances sur la Sécurité sociale, étendue à tous les salariés[61].
- 5 : le général Leclerc débarque en Indochine à la tête du corps expéditionnaire français.

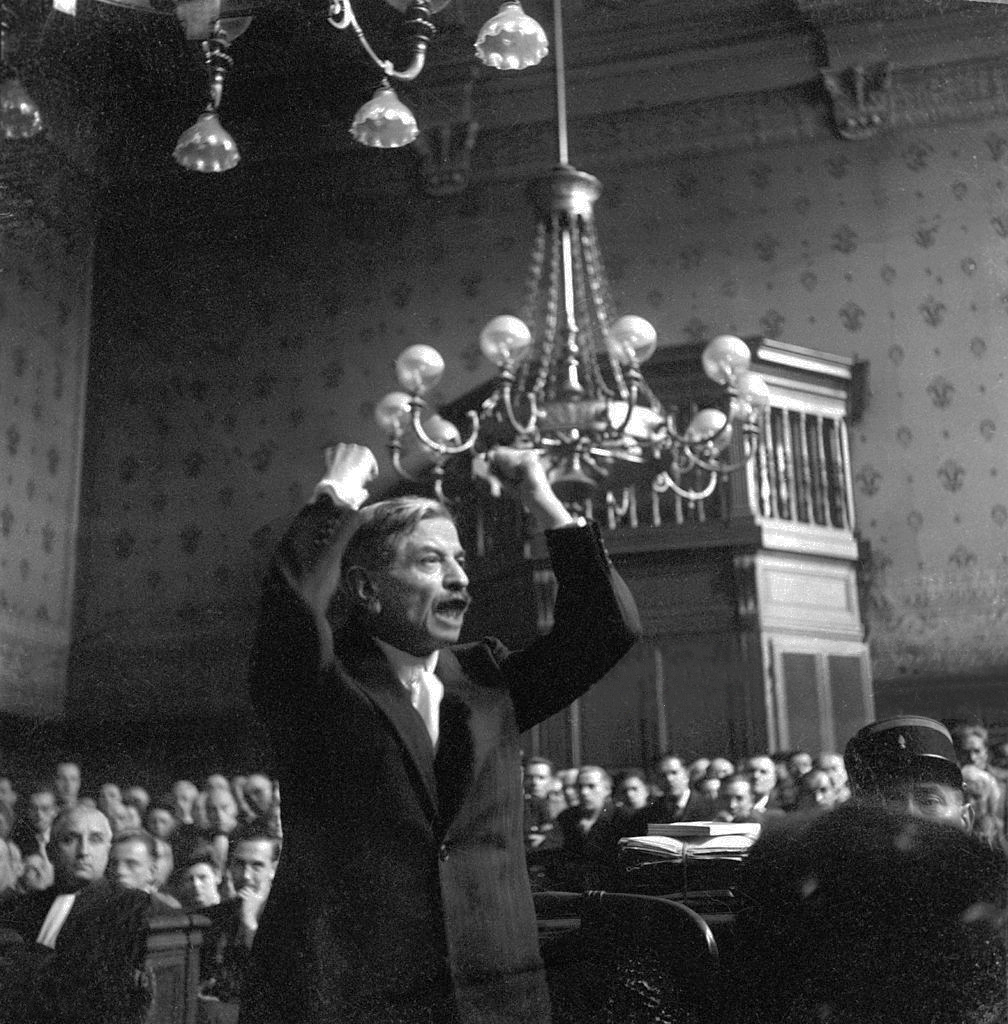
Pierre Laval lors de son procès.

- 5 - 10 octobre : procès de Pierre Laval, condamné à mort[60].
- 9 octobre : ordonnance relative à la formation, au recrutement et au statut de certaines catégories de fonctionnaires et constituant une direction de la fonction publique et un conseil permanent de l'administration civile. Création de l'ENA (École nationale d'administration), des Instituts d'études politiques et de la Fondation nationale des sciences politiques, héritière de l'École libre des sciences politiques[62]. Elle est présidée par le sociologue André Siegfried.
- 10 octobre : exécution de Joseph Darnand au fort de Châtillon[60].
- 15 octobre :
  - exécution de Pierre Laval à la prison de Fresnes[60].
  - inauguration sur la Dordogne de la première tranche du barrage de l'Aigle[63], alors le plus grand barrage d’Europe.
- 17 octobre : ordonnance sur le statut du fermage[64].
- 18 octobre : création du Commissariat à l'énergie atomique dirigé par Frédéric Joliot-Curie[65].
- 19 octobre : ordonnance portant Code de la nationalité française[7]

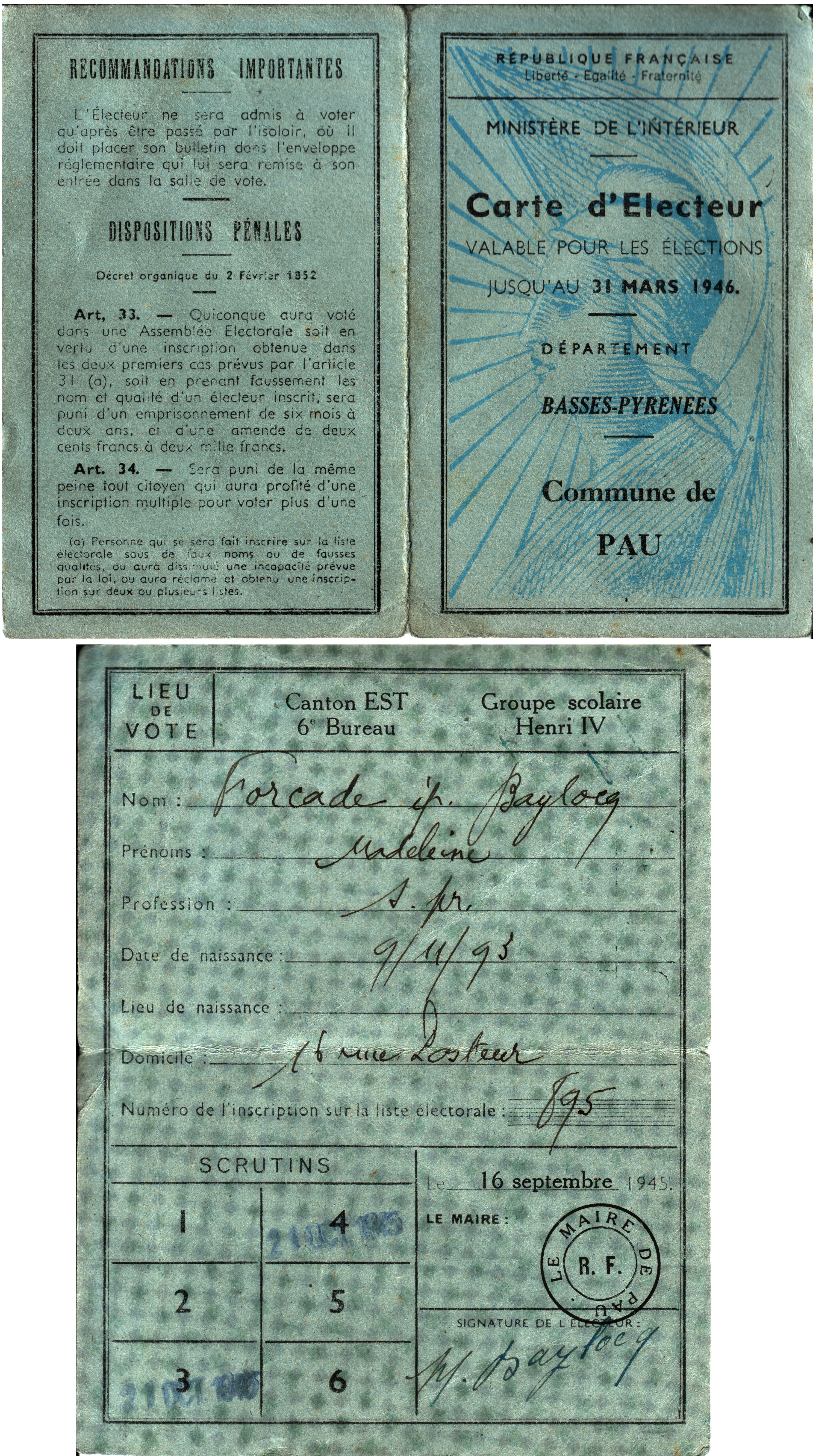
Carte d'électeur utilisée par une femme le 21 octobre 1945 pour les élections à l’Assemblée constituante.

- 21 octobre : élections constituantes couplée à un référendum constitutionnel pour définir les pouvoirs de l'Assemblée constituante[66]. Les communistes (160 députés) arrivent en tête devant le MRP (152) et les socialistes (142)[67].
- 24 octobre : création de l'Institut national d'études démographiques (Ined) à initiative de Robert Debré qui en confie la direction à Alfred Sauvy[68]. Elle remplace la Fondation Alexis Carrel créée sous le régime de Vichy dont elle recrute une partie du personnel comme l’anthropologue Robert Gessain, Louis Chevalier et Madeleine Doré[69].

### Novembre
- 2 novembre : 
  - loi constitutionnelle[70].
  - entrée en vigueur de l'ordonnance sur l'entrée et le séjour des étrangers[3].
- 6 novembre : l'Assemblée Constituante se réunit pour la première fois[71].
- 9 novembre - 21 décembre : conférence de Paris sur les réparations imposées à l’Allemagne[72].
- 13 novembre : de Gaulle est réélu à l’unanimité président du Gouvernement provisoire de la République française (GPRF). Il entre en conflit avec les communistes à qui il refuse un ministère clef (Intérieur, Guerre ou Affaires étrangères)[71] et remet son mandat le 16 novembre.
- 11 - 15 novembre : création du « Secours populaire français »[73].
- 23 novembre : de Gaulle, réélu le 19 novembre président du Conseil[56], présente un Ministère tripartite MRP, SFIO, PC[71].

### Décembre
- 2 décembre :
  - nationalisation de la Banque de France et des grandes banques de dépôt (Crédit Lyonnais, Société générale, BNCI, CNEP), et création du Conseil national du crédit chargé de veiller au bon fonctionnement du système bancaire[3].
  - l'éditeur Robert Denoël est assassiné à Paris[74].
- 21 décembre :
  - création du Secrétariat Général au Plan[3].
  - assemblée constitutive du Conseil national du patronat français réunie pour élaborer des statuts qui sont adoptés le 12 juin 1946[75].
  - André Malraux est nommé ministre de l'Information[76].
- 26 décembre : ratification des accords de Bretton Woods. Le déficit commercial et la situation économique de la France oblige le GPRF à une dévaluation de 60 % du franc[56].
- La société des Chaussures Sirius de Romans (400 personnes) crée la première forme de participation des salariés en se transformant en SARL à participation ouvrière[77].

## Naissances en 1945
- 25 février : Herbert Léonard, chanteur français († 2 mars 2025).
- 21 avril : Tania Torrens, actrice française de doublage († 12 décembre 2024).
- 29 mai : Catherine Lara, violoniste, compositrice, chanteuse française.
- 16 août : Sheila, chanteuse française.
- 13 octobre : Christophe, chanteur français († 16 avril 2020)
- 21 décembre : Thierry Mugler, styliste français († 23 janvier 2022)

## Décès en 1945
- 3 janvier : Marcel Olivier, administrateur colonial.